# Monasterio de Santa Cruz (Ribas de Campos)
El monasterio de Santa Cruz de Ribas, también llamado de Santa Cruz de la Zarza, es un antiguo cenobio de la orden Premonstratense y de estilo cisterciense-protogótico, ya exclaustrado y actualmente en proceso de restauración, situado en la vega baja del río Carrión, entre las poblaciones de Ribas de Campos y Monzón de Campos, en la comarca de Tierra de Campos de la provincia de Palencia, Castilla y León, España.

## Historia
La fundación del Monasterio se remonta a 1176, cuando el rey Alfonso VIII de Castilla llevó a este fértil lugar a monjes premonstratenses del monasterio de Santa María de Retuerta, en Sardón de Duero, Valladolid. Durante la Edad Media pertenecía a la Merindad menor de Monzón, (Meryndat de Monçon). A finales del siglo XVI, Felipe II proveyó al Monasterio con 50.000 ducados para costear unas obras de ampliación y reparación para impedir que la comunidad se trasladara a Valladolid. En 1592 el monarca en persona, acompañado de sus hijos, visitó el Monasterio. En 1627, la marcha de la mayoría de los premonstratenses redujo a Ribas a la condición de priorato. Un incendio en 1715 y una devastadora inundación en 1739 marcaron los preliminares de su desamortización en 1841. Con la Desamortización, desapareció la comunidad religiosa y los terrenos y el propio monasterio fueron vendidos. Comenzó entonces un grave proceso de deterioro del conjunto.
En 1931 Santa Cruz de Ribas fue declarado Monumento Histórico-Artístico de interés nacional, luego es asimismo Bien de Interés Cultural (BIC). La finca y los edificios fueron vendidos en 1978 como explotación agropecuaria. Sin embargo, una ley que permitía a la Iglesia registrar a su nombre propiedades de terceros hizo que la Diócesis de Palencia reclamara como suyos los edificios del monasterio. En 2005 una sentencia del Tribunal Supremo estableció que su propiedad correspondía a la Diócesis de Palencia, a pesar de hallarse dentro de una finca agropecuaria particular. Finalmente el Tribunal de derechos humanos de Estrasburgo obligó al Estado a indemnizar al propietario de la finca. La diócesis palentina inició en 2006 conversaciones con distintas administraciones públicas para convertir el monasterio en un centro cultural. Desde entonces, se han realizado diversas acciones para poner en valor y detener el deterioro del monumento.

### SigloXIX
Así se describe a Santa Cruz de Ribas en la página 224 del tomo XIII del Diccionario geográfico-estadístico-histórico de España y sus posesiones de Ultramar, obra impulsada por Pascual Madoz a mediados del siglo XIX:

PRIORATO DE SANTA CRUZ

Coto redondo y extinguido convento de canónigos regulares premostratenses en la provincia de Palencia, partido judicial de Astudillo y término jurisdiccional de Rivas.
Situado en la confluencia del río Carrión y Ucieza, en una hermosa ribera, cuyo terreno es fertilísimo; hay 2 buenos molinos harineros, 2 batanes y 4 huertas que surten de hortalizas a la villa de Amusco.
Población: 4 vecinos, 26 almas.

Capital productivo: 166.500 reales. Imponible: 6.820.

## Descripción

### Iglesia

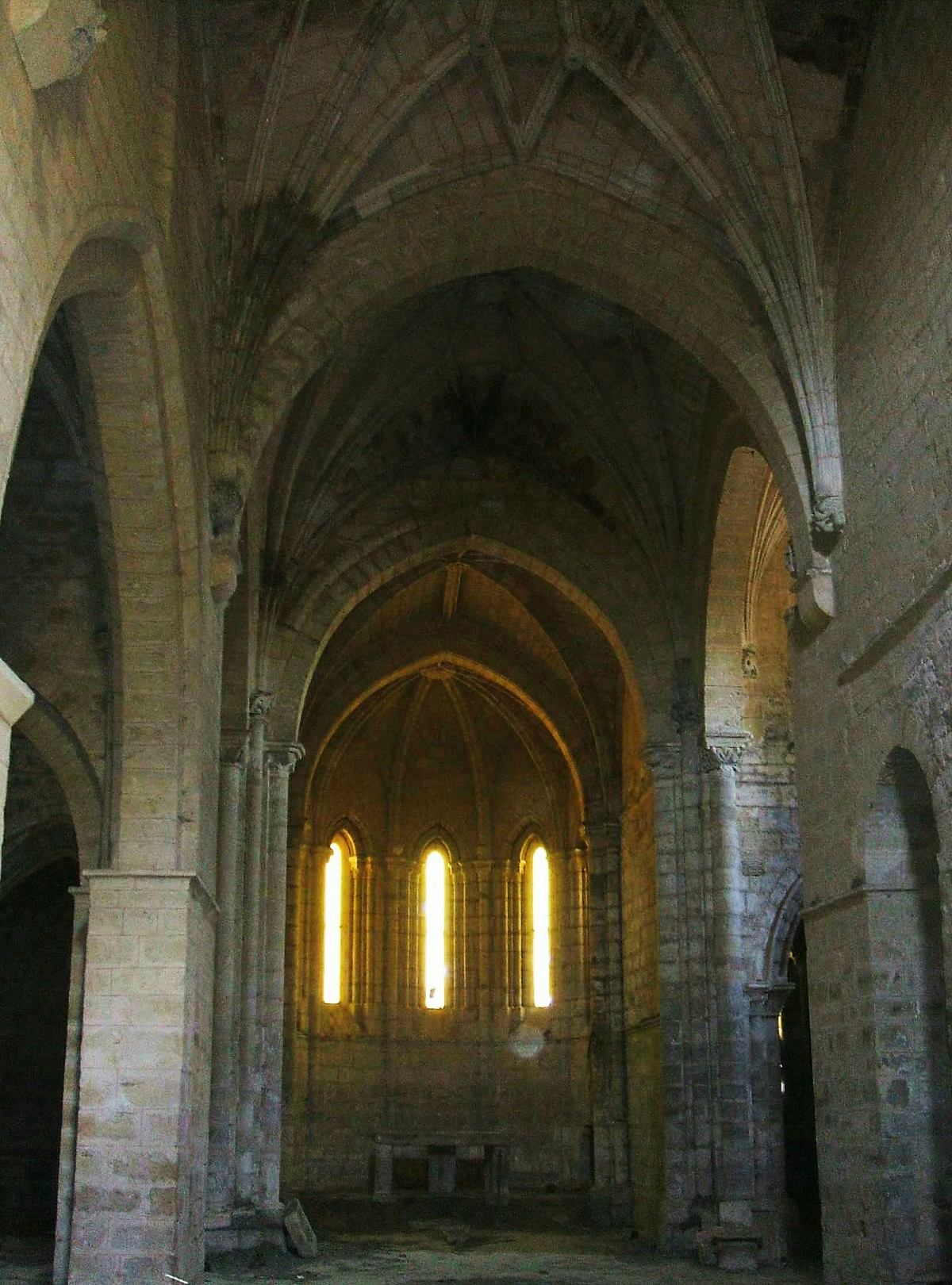
Aspecto del interior de la iglesia

La iglesia constituye un magnífico ejemplo del estilo tardorrománico o protogótico de tradición cisterciense. Construida en el siglo XIII, presenta ampliaciones y reformas posteriores, de los siglos XIV y XV. Tiene planta de cruz latina y consta de tres naves abovedadas con arquerías de crucería compuesta, con terceletes (naves laterales) o bien con tracería estrellada (nave central), siendo esta última una reforma correspondiente a un gótico posterior. La nave de la Epístola está incompleta, y donde debiera estar el tramo posterior se yergue el cubo de la torre, construida con aparejo de sillería pero con remate de ladrillo. El tramo de la nave correspondiente al presbiterio está cubierto con bóveda de crucería simple.
La bóveda de la capilla mayor, de menor altura que el presbiterio, es pentapartita, generando un ábside poligonal de cinco lienzos en los que se abren otros tantos ventanales ojivales y abocinados de doble arquivolta. En el exterior, el ángulo que forman los lienzos del presbiterio y el transepto es tapado por dos absidiolos bajos de cabecera recta y casi cuadrados. Los lienzos de ambos absidiolos orientados al este están abiertos por dos ventanales similares a los del ábside. 
El acceso al templo se hacía por dos portadas: la abierta a occidente está formada por tres arquivoltas ojivales, y la abierta al septentrión, en la nave del Evangelio, es un simple arco de medio punto. Como conclusión, cabe decir que el templo presenta una verticalidad y un empleo sistemático del arco apuntado que anuncia inconfundiblemente el gótico y supera las soluciones arquitectónicas del románico.

### Sala capitular
La sala capitular, la otra parte del cenobio que se conserva más o menos íntegra, está conectada con el lienzo meridional de la iglesia a través de la sacristía. Se trata de un espacio de planta rectangular cubierto con bovedillas de crucería simple sostenidas por cuatro columnas centrales, cilíndricas y de fuste liso, de las que parten los nervios, al modo palmeriforme, dando lugar a nueve tramos de bóveda.

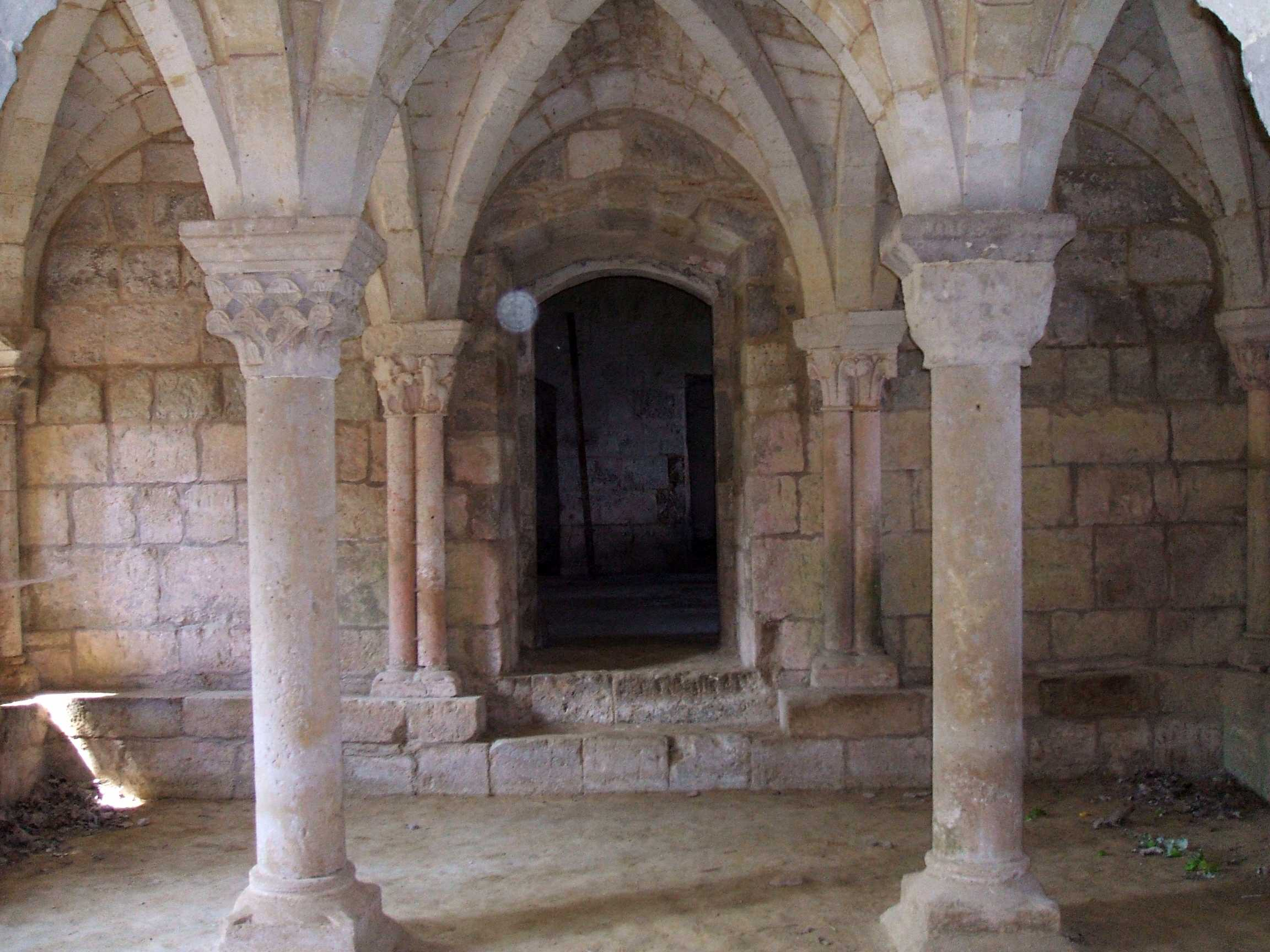
Sala capitular

Entre los nervios y los fustes hay capiteles con cimacio, la mayoría de los cuales están decorados con temas vegetales y zoológicos, conforme a la tradición cisterciense, si bien algunos tienen labra historiada, en particular el que presenta a dos caballeros montados a caballo, con yelmos y lanzas, luchando en singular torneo.
El muro orientado al oeste está abierto con dos ventanales geminados, con intradós consistente en dos arquillos apoyados en capiteles de hojas de acanto y columnillas pareadas a modo de ajimez, y en medio una puerta, formando tres arcos de medio punto. Cabe suponer que en la plaza, que se extiende ante el recodo de la iglesia y la sala capitular hubo en su momento un claustro, del que subsisten restos de la panda que daba acceso a la sala capitular.

## Estado de conservación
El conjunto de iglesia y sala capitular del monasterio se conservan en un estado regular debido al abandono sufrido. La torre ha sido restaurada recientemente y está en estudio el proyecto de restauración de cubiertas y vidrieras. El monasterio se puede visitar en las horas de apertura al público o avisando telefónicamente a las personas encargadas de atender a los visitantes.

## Galería

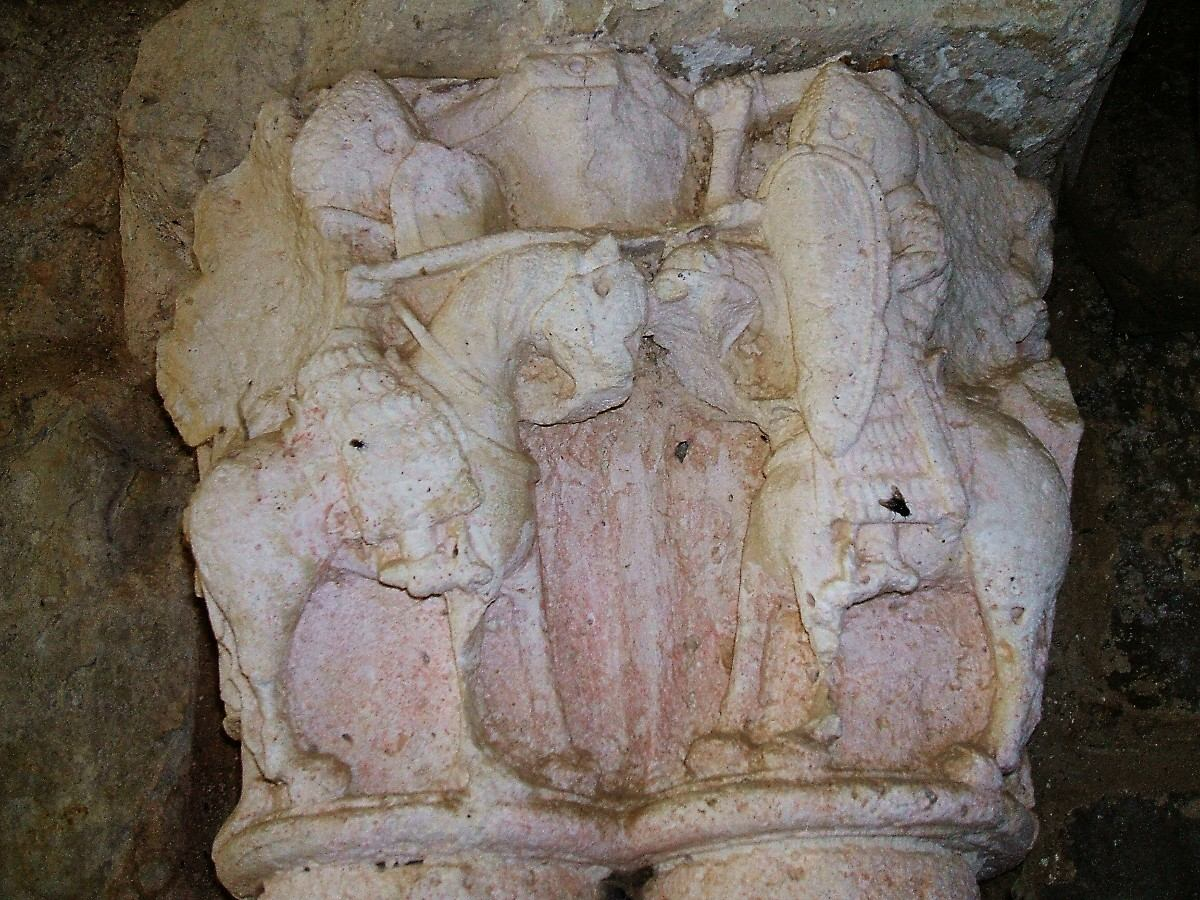
Capitel historiado de la sala capitular
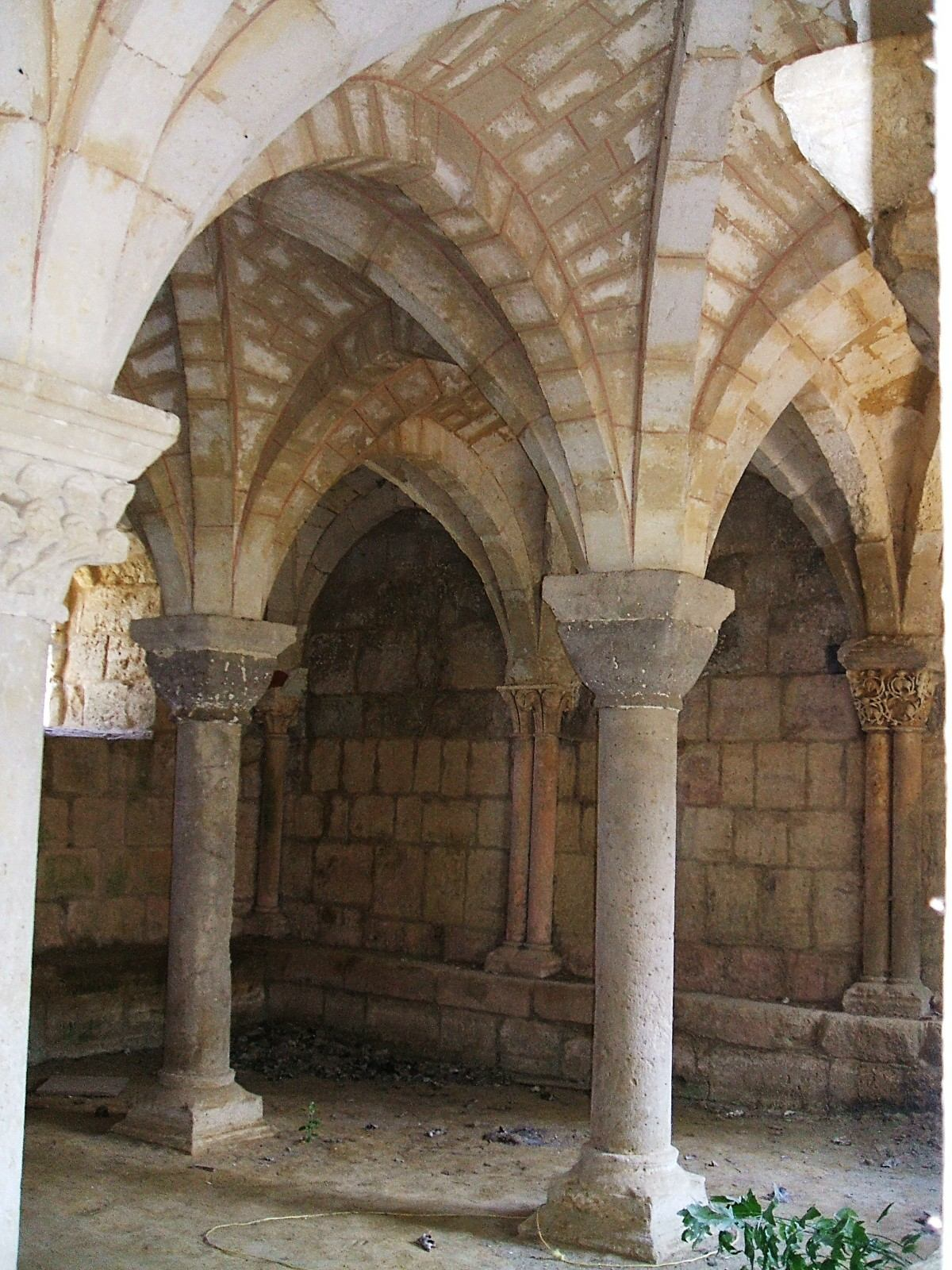
Bóvedas palmeriformes de la sala capitular
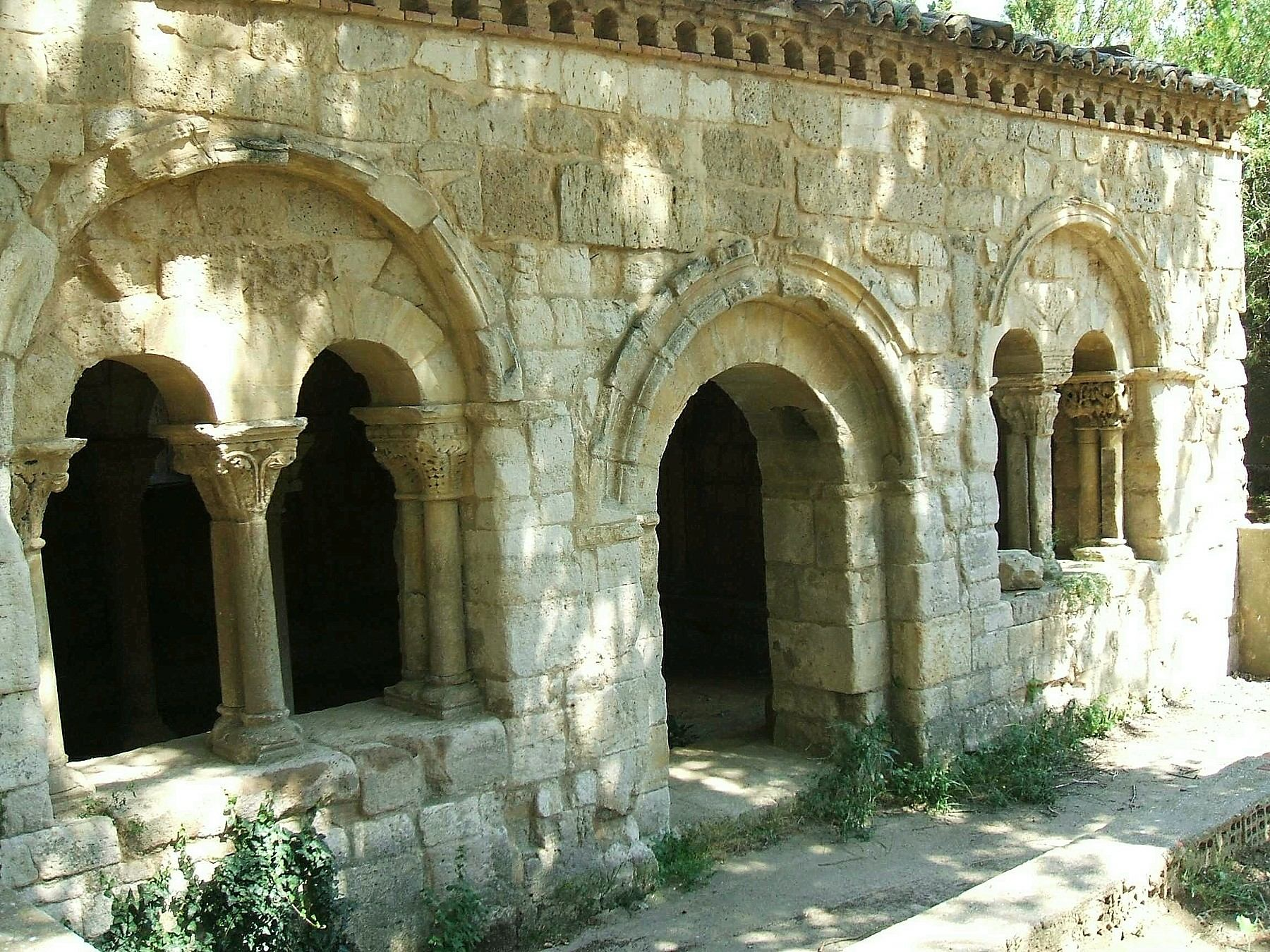
Ventanas geminadas y puerta de la sala capitular
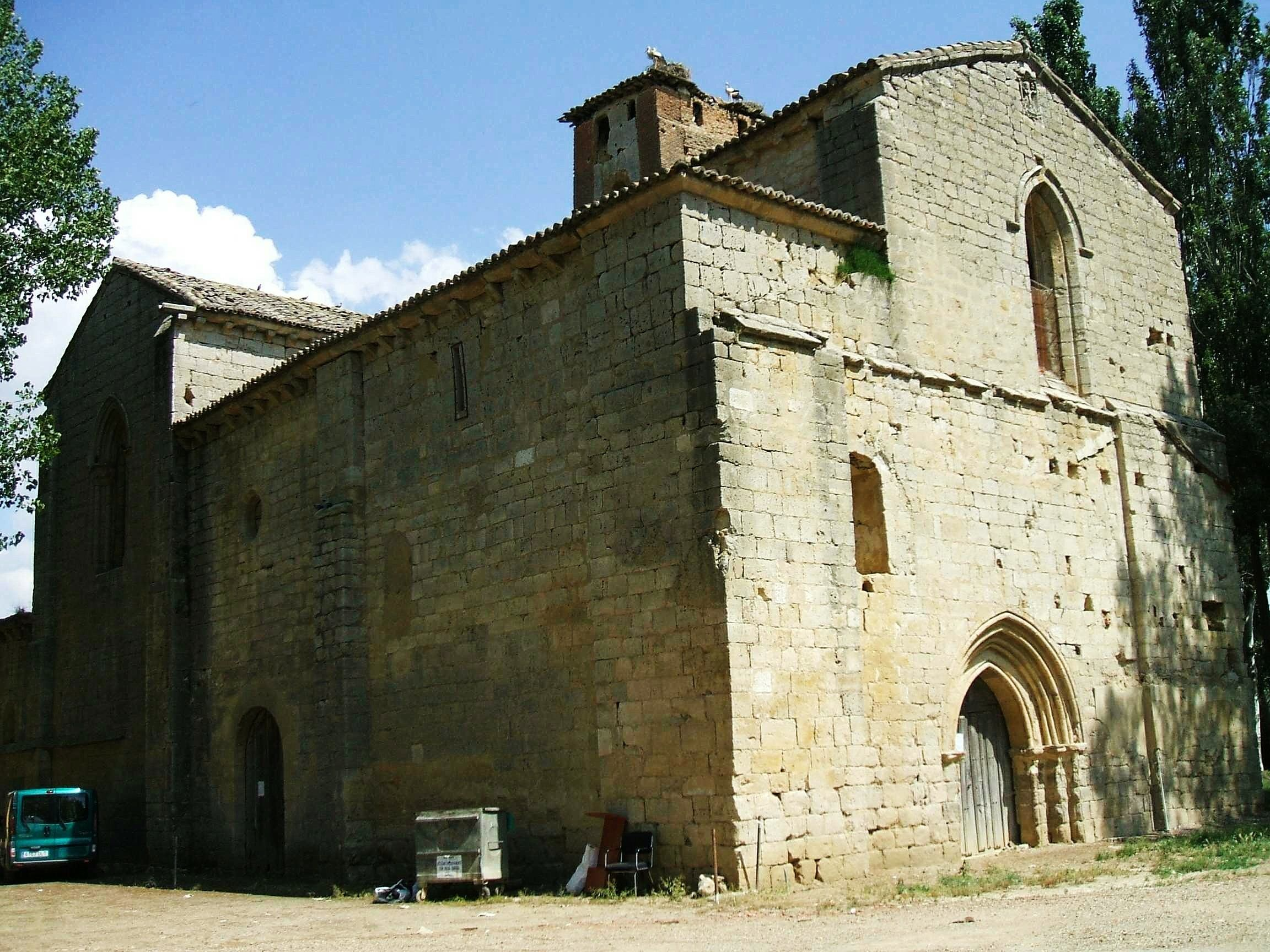
Portadas septentrional y occidental de la iglesia
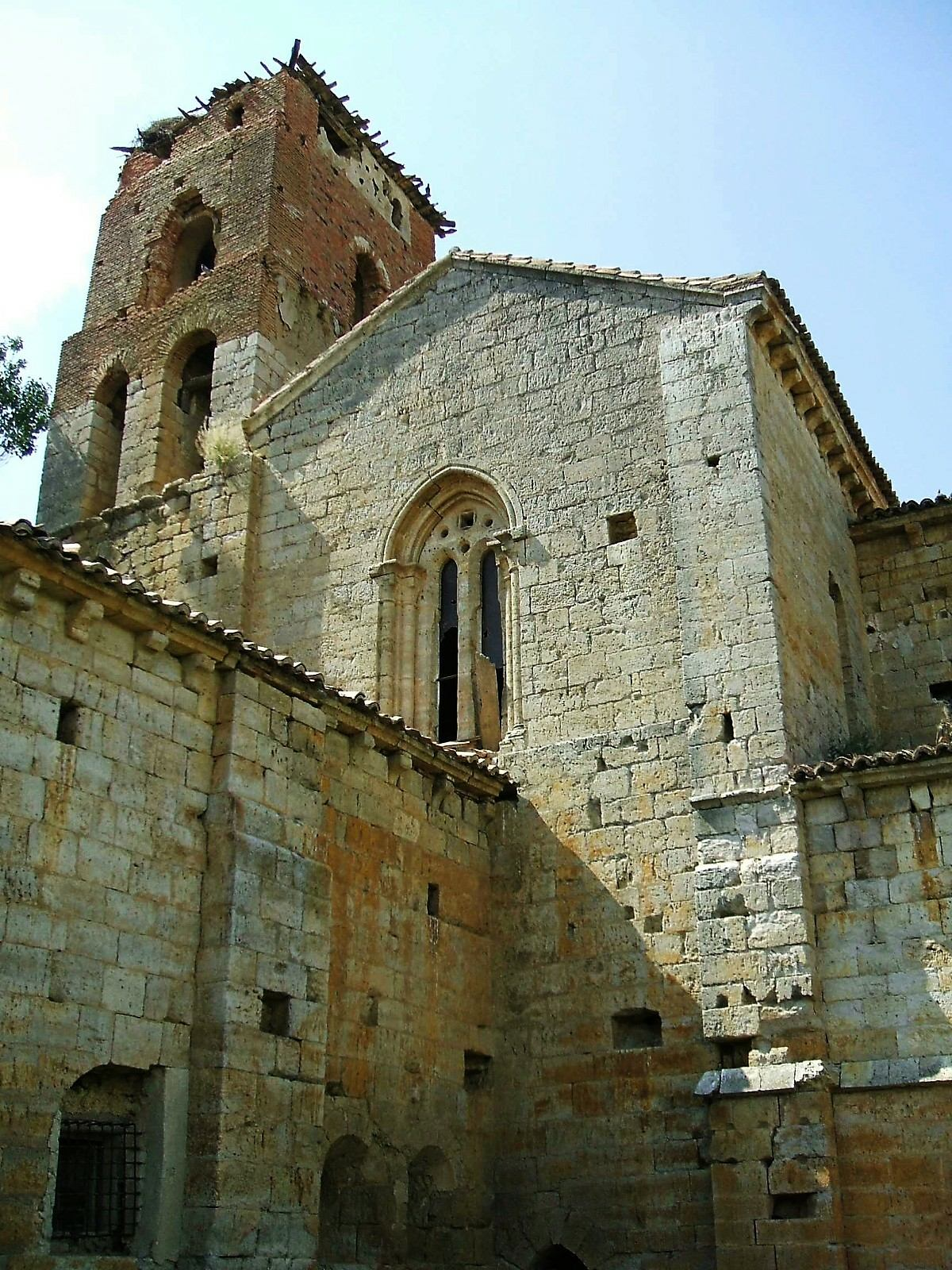
Torre y testero meridional del transepto de la iglesia
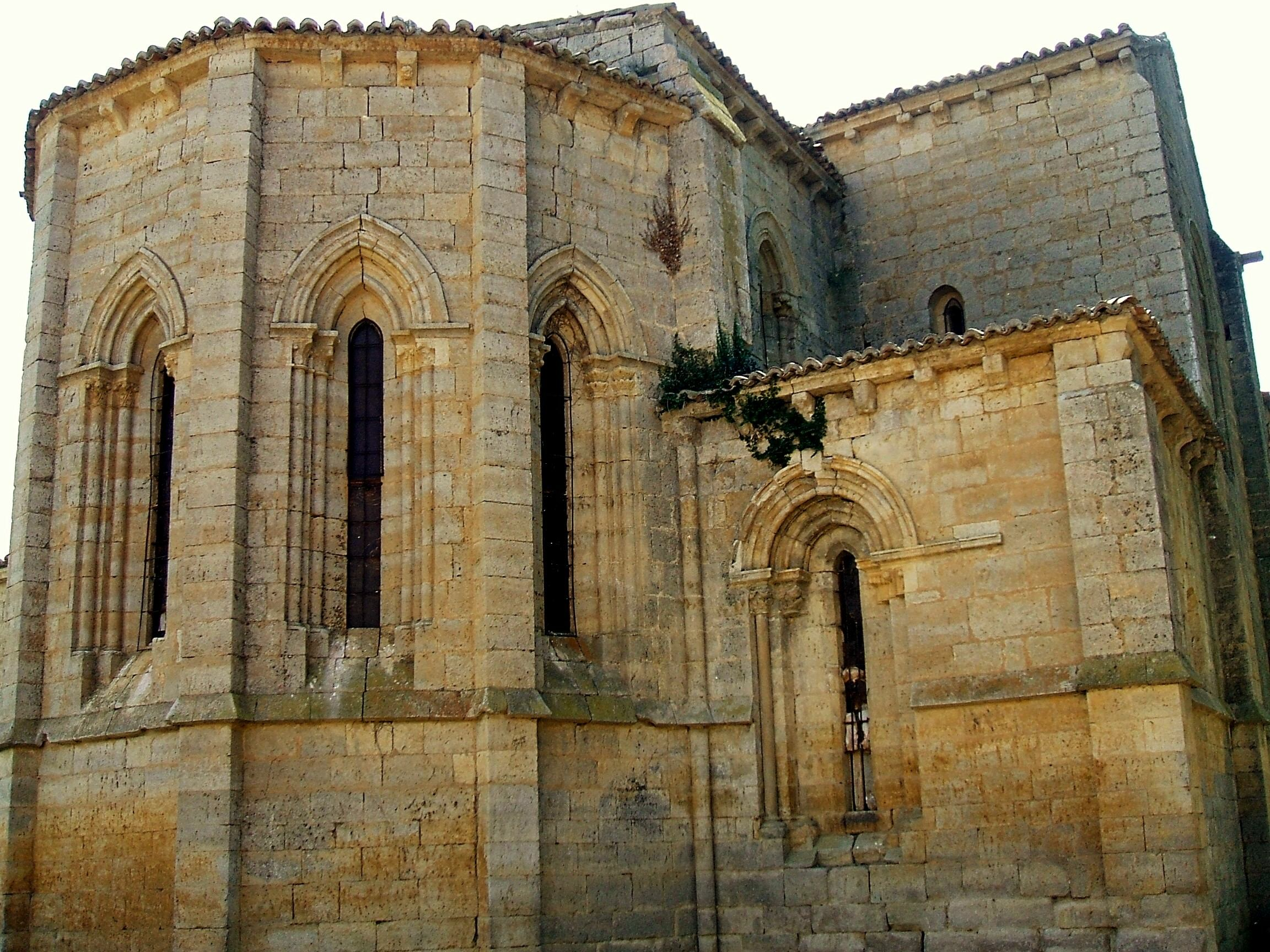
Ábside de la iglesia